# 澳門巴士21A路線
澳門巴士21A路線是由澳巴經營，往返媽閣和九澳油庫的巴士路線。

## 簡介及歷史
- 1974年因應嘉樂庇總督大橋通車而開辦本線，往返河邊新街至黑沙海灘，由福利及澳門離島公共汽車有限公司聯營。[1][2]

- 根據1988年澳葡政府與澳巴及新福利簽訂的批給合同，[3]本線往返澳門至黑沙，當時兩公司各派車1輛，每40分鐘一班車，單程收費澳門幣2元。

- 在1994年前，新福利也曾經營本線，後來將本線總站遷往筷子基總站，並將路線編號更改為26A。

- 2005年4月8日，為配合嘉樂庇總督大橋進行維修和亞馬喇前地改造工程，本線改道行駛，取消停靠亞馬喇前地的中國銀行大廈旁的巴士站及“中區／殷皇子馬路”站。[4]
  - 澳門往氹仔：原線→殷皇子大馬路→亞馬喇前地→蘇亞利斯博士大馬路→何鴻燊博士大馬路→西灣湖景大馬路→西灣大橋→海洋花園大馬路→史伯泰海軍將軍馬路→原線
  - 氹仔往澳門：原線→史伯泰海軍將軍馬路→海洋花園大馬路→西灣大橋→西灣湖景大馬路→何鴻燊博士大馬路→西灣街→南灣大馬路→新馬路→原線

- 2005年10月5日，嘉樂庇總督大橋恢復有限度通車，本線恢復原線行駛。[5]

- 2008年10月15日，因應新批給合同的要求，本線改為75分鐘一班，此班次頻率被指「等此路線較乘船往香港更久」。

- 2010年8月21日起，交通事務局檢討實施三個月的新馬路公交專道後，為避免所有巴士集中在永亨銀行外之巴士站上落客導致互相阻礙，同時藉以增加新馬路下段之人流，改善營商環境，取消停靠永亨銀行門外之巴士站，改停靠「金碧文娛中心」站。[6]

- 2011年8月1日，本線改由維澳蓮運經營。

- 2012年6月1日，新增停靠「連貫公路／金沙城中心」站。[7]

- 2014年7月1日，本線改由新時代經營。

- 2016年2月3日，離島區總站由「黑沙海灘」站延長至「九澳油庫」站。媽閣首尾班車時間分別調整至06:30及23:30，而九澳油庫首尾班車時間則調整至07:20及00:20；新增停靠“黑沙村-1”、“黑沙水庫-1”、“鷺環海天酒店-1”、“九澳水庫郊野公園”、“九澳聖若瑟學校”、“九澳油庫”、“九澳聖若瑟學校”、“鷺環海天酒店-2”、“黑沙水庫-2”、“黑沙村-2”站。[8]

- 2016年4月23日，取消停靠“媽閣廟前地”站、“河邊新街／媽閣”站，新增停靠「河邊新街／貨倉巷」站。[9]

- 2016年4月30日，取消停靠“和諧圓形地”、“重型車輛駕考中心”站。[10]

- 2016年8月20日，新增停靠「聖路濟亞中心」、「九澳水庫郊野公園-2」站。[11]

- 2016年9月24日：[12]
  - 「孫逸仙馬路／三家村」站與「泉亮花園」站合併，分別命名為「泉亮花園」和「泉裕豪庭」，改停靠「泉亮花園」站。
  - 「亞利雅架前地」站與「寶龍花園」站合併，命名為「百利寶花園」。

- 2017年6月17日，取消停靠“石排灣馬路”、“路環小型賽車場”站，改停靠“和諧廣場／業興大廈”、“樂居大馬路／居雅大廈”、“樂居大馬路／樂群樓”、“和諧廣場／樂群樓”站。[13]

- 2017年7月29日，由媽閣開出的首班車時間調整至06:20。[14]

- 2017年8月19日，取消停靠“黑沙青年旅舍”站，新增停靠“海蘭花園／黑沙”站。[15]

- 2017年12月20日，取消停靠「路氹邊檢大樓」站，改停靠「路氹邊檢大樓-1」分流站；維持停靠「路氹邊檢大樓-2」站。

- 2018年6月30日，因新馬路排水系統工程影響，本線改由「澳門旅遊塔」站開出，期間暫不停靠「媽閣總站」、「河邊新街／貨倉巷」、「河邊新街／李道巷」、「火船頭街」、「新馬路／爐石塘」站。[16]

- 2018年8月1日，本線回復由澳巴經營。

- 2018年8月17日起，新馬路恢復雙向行車，恢復原線行駛。

- 2018年10月27日，為明確巴士站位置及讓巴士服務更符合市民出行需要，「蓮花圓形地-1」站更名為「蓮花圓形地」。

- 2019年3月9日，新增停靠「九澳七苦聖母小堂」站；「亞利雅架前地／泉悅」站改名為「信虹花園」。

- 2019年4月6日，為配合「內港北雨水泵站箱涵渠建造工程」，暫不停靠「金碧文娛中心」站。

- 2019年5月22日起，於首班車至18:00期間停靠新設的「九澳康復醫院」臨時站。

- 2019年7月27起，「九澳康復醫院」由期間停靠改為永久停靠。

- 2019年8月31日起，因「內港北雨水泵站箱涵渠建造工程」已完工，本線恢復原線停靠。

- 2020年1月20日起，「火船頭街」站改名為「內港客運碼頭」，並往司打口方向遷移。[17]

- 2020年8月18日14:30起，因路氹邊檢大樓停用，取消「路氹邊檢大樓-1」、「路氹邊檢大樓-2」站，往返程新增停靠「蓮花大橋」站。

- 2021年1月1日起，本線改用中巴行駛，取消停靠「九澳康復醫院」站。[18]

- 2021年1月9日起，往返程取消停靠「蓮花大橋」站，新增停靠「蓮花路停車場」站。[19]

- 2021年11月27日起，改停靠位於火船頭街海關、萬事發酒店門外的旅遊巴上落客區及上落客貨區部份位置的“內港客運碼頭”站。[20]
- 2022年3月26日起，往九澳油庫方向新增路氹連貫公路行人天橋近澳門倫敦人酒店一側的「連貫公路／倫敦人」站，原「連貫公路／倫敦人」站更名為「連貫公路／巴黎人花園」站。[21]

- 2022年7月11日至17日，本線改以特別巴士專線方式營運，僅供特許人士乘搭。[22][23]

- 2022年7月18日至22日，因宣佈延長“相對靜止管理”措施，本線維持上述措施。[24]
- 2022年7月23日起，本線開辦特班車路線，往返路氹東一帶及九澳監獄地盤。[25]

- 2022年12月3日起，澳門區總站調整至「媽閣交通樞紐」，“媽閣總站”調整為中途站並更名為“西灣湖景大馬路／媽閣碼頭”；新增停靠“連貫公路／威尼斯人”站。[26][27][28][29][30][31]

- 2023年1月18日，新增停靠「聯生圓形地總站」，取消停靠“聯生圓形地”站。[32][33]

- 2025年1月27日起，「金碧文娛中心」站改名為「新馬路／金碧坊」。

## 本線特色
- 本線為首條且唯一一條澳門半島往返九澳的路線。
- 本線是全澳停靠最多站點的路線。根據交通事務局2023年統計資料中，停靠站點數量合共77個。[34]

## 特別班次
澳巴曾在本線開設特別班次，由媽閣往返金光大道。隨後在2024年6月8日被正式編為21AT路線。
以下本線曾服務的日子：
- 2024年5月2至4日

## 使用車輛

### 福利與海島市時期
- 福利：大橋通車初期用布里斯托L5G，1950年代出廠的英國二手雙層巴士（假日派出開篷巴士），後期部分轉用利蘭Albion巴士
- 澳巴：百福NJMZBZ0 SB5

### 新福利與澳巴時期
| 新福利   | 新福利   | 澳巴                             | 澳巴                                        |
| 初期     | 後期     | 平日                             | 假日（夏季或清明節、重陽節）                |
| -------- | -------- | -------------------------------- | ------------------------------------------- |
| 三菱Fuso | 三菱Rosa | 日產Civilian （2006年8月22日前） | - 1986年平治OF1313型 - 1989年日產柴油CB12型 |

### 澳巴時期（舊兩巴時代）
| 平日          | 假日                                                | 特見                       |
| ------------- | --------------------------------------------------- | -------------------------- |
| - 豐田Coaster | - 平治OH1318 - 日野RK1MMKA - 日野HT2MLCL - 日野HR7J | - HINO Liésse - KK-RX4JFEA |

### 維澳蓮運時期

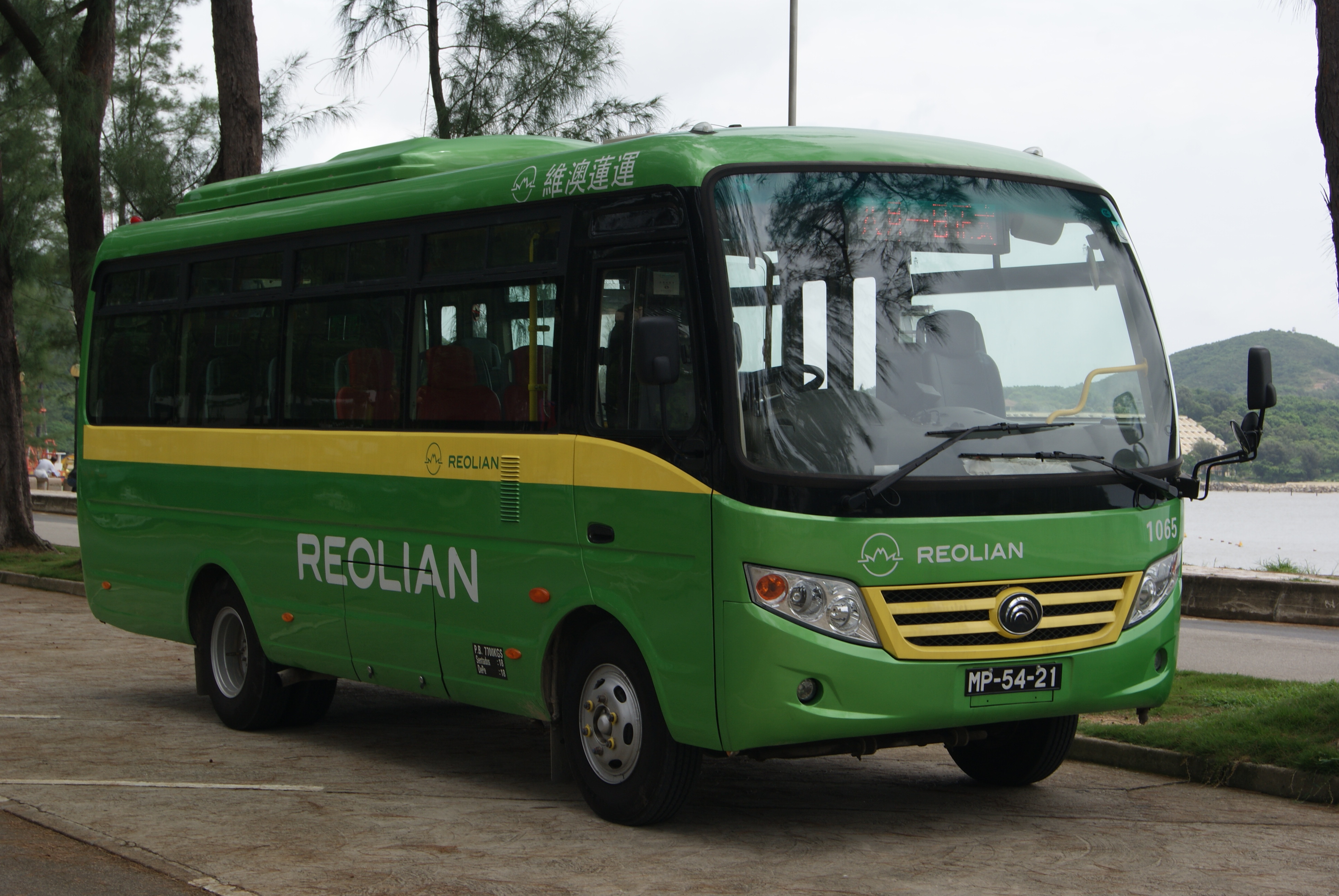
宇通ZK6770HG

### 新時代時期

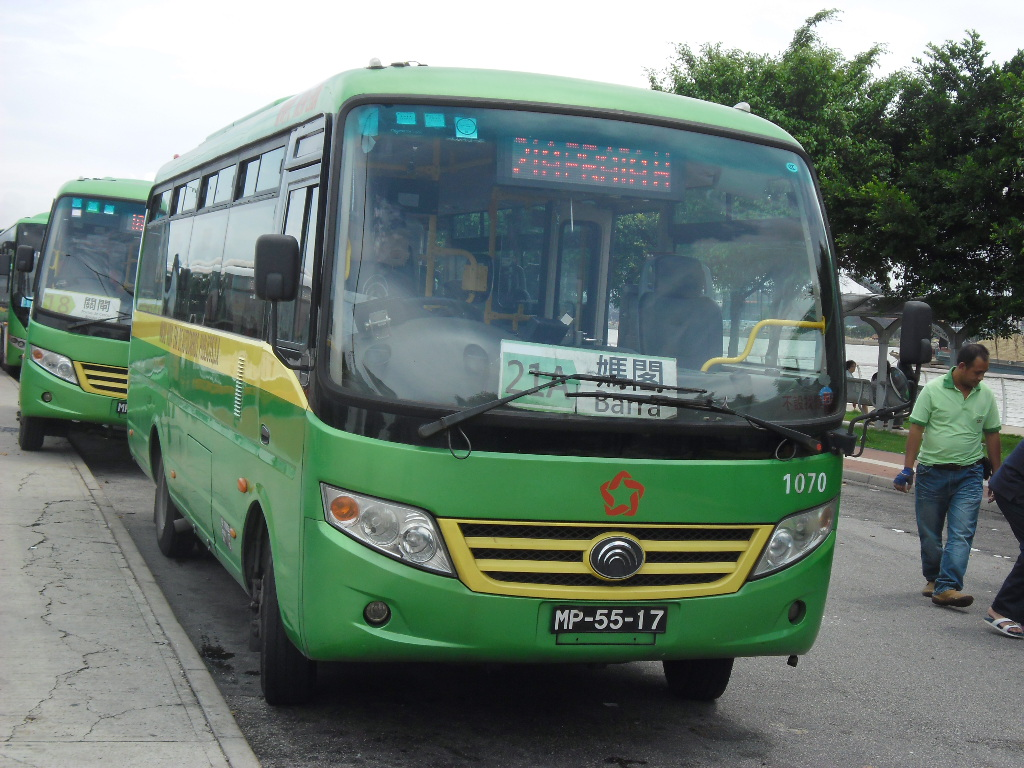
宇通ZK6770HG
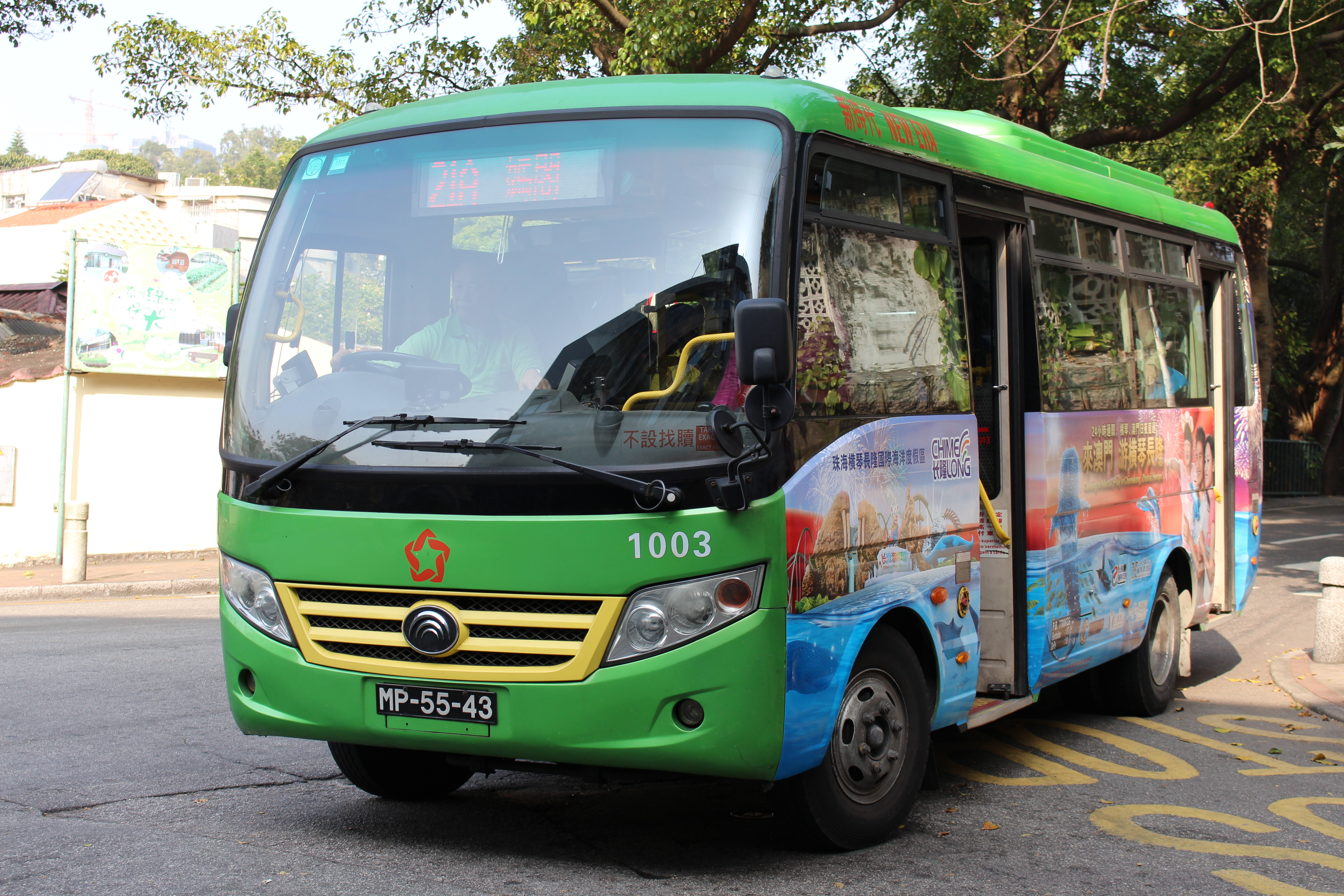
宇通ZK6770HG

#### 臨時改派大巴的紀錄
- 2015年5月1日：宇通ZK6118HGE
- 2016年4月30日至5月1日：宇通ZK6118HGE
- 2017年4月30日至5月1日：宇通ZK6128HGE、宇通ZK6118HGE
- 2018年4月30日至5月1日：宇通ZK6105HG、宇通ZK6118HGE

### 澳巴時期（新兩巴時代）
2018年10月22日前：
- 宇通ZK6770HG

2018年10月22日起：
- 宇通ZK6770HG
- 五洲龍FDG6751G

2021年1月1日起：
- 宇通ZK6902HG
- 五洲龍FDG6951G

2022年3月19日起：
- 宇通ZK6902HG
- 五洲龍FDG6951G
- 中通LCK6980SHEVG

2022年3月21日起：
- 宇通ZK6902HG
- 五洲龍FDG6951G
- 宇通ZK6986HG
- 中通LCK6980SHEVG（例假日限定）

2022年5月10日起：
- 宇通ZK6902HG
- 五洲龍FDG6951G
- 中通LCK6980SHEVG（例假日限定）

2022年5月17日起：
- 宇通ZK6902HG
- 宇通ZK6986HG
- 中通LCK6980SHEVG（例假日限定）

2022年5月25日起：
- 五洲龍FDG6951G
- 宇通ZK6902HG
- 中通LCK6980SHEVG（例假日限定）

2022年5月27日起：
- 宇通ZK6902HG
- 五洲龍FDG6951G
- 宇通ZK6986HG
- 中通LCK6980SHEVG（例假日限定）

2022年6月29日起：
- 五洲龍FDG6951G
- 宇通ZK6986HG
- 中通LCK6980SHEVG

2022年7月1日起：
- 宇通ZK6902HG
- 五洲龍FDG6951G
- 宇通ZK6986HG
- 中通LCK6980SHEVG

2022年7月16日起：
- 宇通ZK6902HG
- 五洲龍FDG6951G
- 宇通ZK6986HG

2022年7月23日起：
- 宇通ZK6902HG
- 五洲龍FDG6951G
- 宇通ZK6986HG
- 中通LCK6980SHEVG（例假日限定）

2022年10月29日起：
- 五洲龍FDG6951G
- 宇通ZK6986HG
- 中通LCK6980SHEVG

2022年12月29日起：
- 宇通ZK6902HG
- 五洲龍FDG6951G
- 宇通ZK6986HG
- 中通LCK6980SHEVG（例假日限定）

2023年1月13日起：
- 中通LCK6980SHEVG

2023年7月29日起：
- 中通LCK6980SHEVG
- 宇通ZK6115HG1（例假日限定）
- 宇通ZK6105HG（例假日限定）

2024年2月10日起：
- 中通LCK6980SHEVG
- 宇通ZK6115HG1（例假日限定）
- 宇通ZK6105HG（例假日限定）
- 宇通ZK6986HG（例假日限定）
- 廈門金旅XML6105J15（例假日限定）

2024年8月1日起：
- 中通LCK6980SHEVG

#### 改派大巴的紀錄
2019年5月1日-4日：
- 宇通ZK6115HG1
- 宇通ZK6105HG

2020年1月25日、5月1日、6月5日-12月31日平日早上繁忙時段：
- 宇通ZK6115HG1

2022年4月15日-18日、4月30日-5月1日、8月24日：
- 宇通ZK6105HG

2023年5月1日：
- 宇通ZK6115HG1
- 宇通ZK6105HG

2023年5月2日-3日：
- 宇通ZK6115HG1

2023年9月30日-10月2日：
- 宇通ZK6115HG1
- 宇通ZK6105HG

2023年10月3日-4日：
- 宇通ZK6115HG1
- 宇通ZK6105HG
- 廈門金旅XML6105J15

#### 特別派車
- 2024年9月3日起，不定時派出三菱Rosa行駛本線作加班車。

## 電牌
| 往路環方向                  | 往路環方向           | 往路環方向 |
| 日期                        | 頭牌                 | 圖例       |
| --------------------------- | -------------------- | ---------- |
| 2016年2月3日前              | 黑沙海灘             |            |
| 2016年2月4日至2022年6月18日 | 九澳油庫             |            |
| 2022年6月19日至2023年6月9日 | 九澳油庫（經：黑沙） |            |
| 2023年6月10日起             | 黑沙及九澳油庫       |            |
| 2024年五一黃金週 特別班次   | 只往金光大道         |            |
| 往媽閣方向                  |                      |            |
| 日期                        | 頭牌                 | 圖例       |
| 開線至今                    | 媽閣                 |            |

## 路線資料

### 收費
| 收費類別     | 收費類別                      | 收費類別             | 費用 |
| ------------ | ----------------------------- | -------------------- | ---- |
| 現金         | 現金                          | 現金                 | $6.0 |
| 境外支付工具 | 支付寶（內地及香港）          | 支付寶（內地及香港） | $6.0 |
| 境外支付工具 | 雲閃付 非綁定澳門銀聯卡       |                      | $6.0 |
| 境外支付工具 | 微信支付（內地及香港）        |                      | $6.0 |
| 境外支付工具 | 交通聯合 非澳門發行的全國通卡 |                      | $6.0 |
| 境內支付工具 | 澳門通                        | 全民卡               | $3.0 |
| 境內支付工具 | 澳門通                        | 學生卡               | $1.5 |
| 境內支付工具 | 澳門通                        | 長者卡               | 免費 |
| 境內支付工具 | 澳門通                        | 殘疾卡               | 免費 |
| 境內支付工具 | 聚易用＋                      | 聚易用＋             | $3.0 |

### 服務時間及班距
| 服務時間                      | 服務時間     | 星期一至六  | 星期日 （含公眾假期） |
| ----------------------------- | ------------ | ----------- | --------------------- |
| 媽閣交通樞紐                  | 媽閣交通樞紐 | 06:20-23:30 | 06:20-23:30           |
| 九澳油庫                      | 九澳油庫     | 07:20-00:30 | 07:20-00:30           |
| 班距                          | 尖峰         | 20-24分鐘   | 12-28分鐘             |
| 班距                          | 離峰         | 26-30分鐘   | 20-30分鐘             |
| 懸掛8號風球前20分鐘開出尾班車 |              |             |                       |

### 路線停站
| 21A  | 媽閣 ↔ 九澳油庫 | 媽閣 ↔ 九澳油庫                | 媽閣 ↔ 九澳油庫    | 媽閣 ↔ 九澳油庫 | 媽閣 ↔ 九澳油庫                | 媽閣 ↔ 九澳油庫    |
| 序號 | 往程            | 往程                           | 往程               | 返程            | 返程                           | 返程               |
| 序號 | 站號            | 站名                           | 輕軌站／出入境口岸 | 站號            | 站名                           | 輕軌站／出入境口岸 |
| 1    | M3/4            | 媽閣交通樞紐                   | 媽閣站             | C674            | 九澳油庫                       |                    |
| 2    | M198/2          | 西灣湖景大馬路／媽閣碼頭       | 媽閣站             | C658            | 九澳七苦聖母小堂               |                    |
| 3    | M186/2          | 河邊新街／貨倉巷               |                    | C685            | 聖路濟亞中心                   |                    |
| 4    | M140/2          | 河邊新街／李道巷               |                    | C673            | 九澳聖若瑟學校                 |                    |
| 5    | M137/2          | 內港客運碼頭                   | 內港客運碼頭       | C696            | 九澳水庫郊野公園／懲教管理局-2 |                    |
| 6    | M143            | 新馬路／爐石塘                 |                    | C670            | 鷺環海天酒店-2                 |                    |
| 7    | M170/1          | 殷皇子馬路                     |                    | C679            | 黑沙水庫-2                     |                    |
| 8    | M172/15         | 亞馬喇前地                     |                    | C694            | 黑沙村-2                       |                    |
| 9    | T403            | 史伯泰／麗景灣                 |                    | C669            | 黑沙海灘                       |                    |
| 10   | T402            | 泉澧花園                       |                    | C687            | 海蘭花園／黑沙                 |                    |
| 11   | T309            | 泉亮花園                       |                    | C675            | 竹灣豪園-2                     |                    |
| 12   | T313            | 氹仔茵景園                     |                    | C668            | 竹灣海灘-2                     |                    |
| 13   | T315            | 氹仔CEM貨倉                    |                    | C678            | 竹灣燒烤公園-2                 |                    |
| 14   | T375            | 連貫公路／新濠天地             |                    | C665            | 竹灣馬路-2                     |                    |
| 15   | T380            | 連貫公路／倫敦人               |                    | C663            | 竹灣泳池-2                     |                    |
| 16   | T379            | 連貫公路／巴黎人花園           |                    | C661            | 少年感化院-2                   |                    |
| 17   | T359            | 蓮花圓形地                     |                    | C659            | 路環街市                       |                    |
| 18   | T355/1          | 蓮花路停車場                   | 蓮花站             | C656            | 路環警察訓練營-2               |                    |
| 19   | C688/1          | 和諧廣場／業興大廈             |                    | C654/2          | 聯生圓形地總站                 |                    |
| 20   | C691            | 樂居大馬路／居雅大廈           |                    | C653/2          | 金峰南岸／金譽峰               |                    |
| 21   | C652            | 安順大廈                       |                    | C692            | 樂居大馬路／樂群樓             |                    |
| 22   | C655            | 石排灣郊野公園                 |                    | C689/1          | 和諧廣場／樂群樓               |                    |
| 23   | C657            | 路環警察訓練營-1               |                    | T360            | 連貫公路／新濠影匯             |                    |
| 24   | C660            | 路環居民大會堂                 |                    | T376/1          | 連貫公路／巴黎人               |                    |
| 25   | C662            | 少年感化院-1                   |                    | T363/1          | 連貫公路／威尼斯人             |                    |
| 26   | C664            | 竹灣泳池-1                     |                    | T306/2          | 氹仔嘉樂庇馬路                 |                    |
| 27   | C666            | 竹灣馬路-1                     |                    | T314/2          | 信虹花園                       |                    |
| 28   | C677            | 竹灣燒烤公園-1                 |                    | T311/2          | 百利寶花園                     |                    |
| 29   | C667            | 竹灣海灘-1                     |                    | T308/3          | 氹仔電訊                       |                    |
| 30   | C676            | 竹灣豪園-1                     |                    | T300            | 史伯泰／盧廉若                 |                    |
| 31   | C680            | 海蘭花園／蘭苑                 |                    | T330/1          | 蘇利安圓形地                   |                    |
| 32   | C669            | 黑沙海灘                       |                    | M172/2          | 亞馬喇前地                     |                    |
| 33   | C693            | 黑沙村-1                       |                    | M171/2          | 中區／殷皇子馬路               |                    |
| 34   | C681            | 黑沙水庫-1                     |                    | M142            | 新馬路／金碧坊                 |                    |
| 35   | C671            | 鷺環海天酒店-1                 |                    | M136/2          | 粤通碼頭                       | 內港客運碼頭       |
| 36   | C695            | 九澳水庫郊野公園／懲教管理局-1 |                    | M139/2          | 司打口                         | 內港客運碼頭       |
| 37   | C673            | 九澳聖若瑟學校                 |                    | M184            | 河邊新街／街市                 |                    |
| 38   | C674            | 九澳油庫                       |                    | M188            | 河邊新街／下環                 |                    |
| 39   |                 |                                |                    | M203/2          | 媽閣廟站                       |                    |
| 40   |                 |                                |                    | M3/4            | 媽閣交通樞紐                   | 媽閣站             |

## 客量
- 本線於澳巴至維澳蓮運經營時期，由於替代路線相當多，加上其班距疏落，客量因而一般。甚少乘客會刻意等候本線，乘客大多為見車上車。

- 在新時代接辦後，由於開始加密班距，加上25路線縮短至路環市區，本線因而起到分流26A路線乘客的作用，客量開始上升。

- 本線延長到九澳後，成為澳門半島唯一前往九澳的路線，客量因而進一步上升。可是本線在平日一直只可使用載客量較低的「小巴」。反而另一條石排灣循環黑沙海灘的15T臨時路線，卻獲批准使用「大巴」（然而於2019年的服務時段由於客量慘淡而使用三菱Rosa），使部分乘客懷疑有利益衝突。但亦有說法認為，澳巴未將大巴安排恆常化的一大原因為可用車隊不足。

- 2020年，受COVID-19疫情影響，澳門自三月起被封城。導致大批澳門居民在無法外遊的情況下，於例假日或公眾假期期間前往路環郊遊。另外，位於九澳聖母村內的九澳七苦聖母小堂和九澳燈塔，成為了澳門新景點。加上本線是唯一一條往返接近或途經九澳七苦聖母小堂和九澳燈塔附近的路線。因此，在例假日和公眾假期期間客量大幅上升。但由於本線班距稀疏，加上使用車型的問題，導致本線車輛出現嚴重擠擁或客滿。在途經個別站點期間出現「飛站」的情況。

- 2023年起，澳門放寬COVID-19疫情防疫及出入境措施後，特別是暑假期間訪澳遊客數量不斷創新高，導致新馬路、殷皇子馬路及亞馬喇前地往氹仔方向的巴士站，出現大批旅客輪候途經路氹城的本線和26A路線，前往路氹城一帶遊覽。新馬路坊眾互助會更特別指新馬路往氹仔方向的巴士站輪候區空間所限，當巴士乘客太多時，對往來的居民造成影響，希望有關部門作出優化。[36]而在2024年五一黃金週期間，開設特別班次，由媽閣前往金光大道，以加快疏散中區往離島的乘客。

## 本線分流路線
- 澳門巴士21AS路線（已取消）
- 澳門巴士21AT路線

## 批評及爭議

### 澳巴時期（舊兩巴時期）

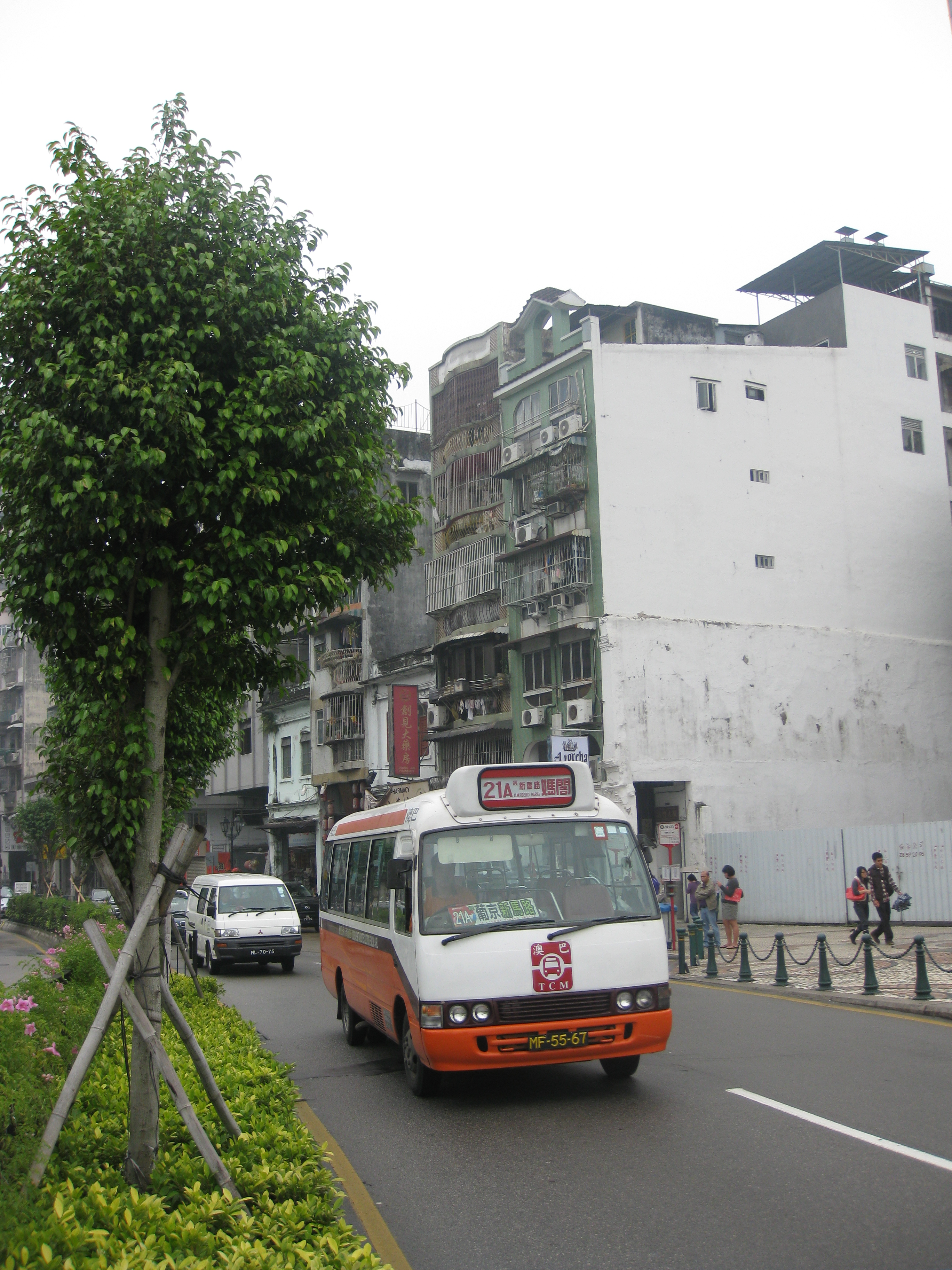
豐田Coaster
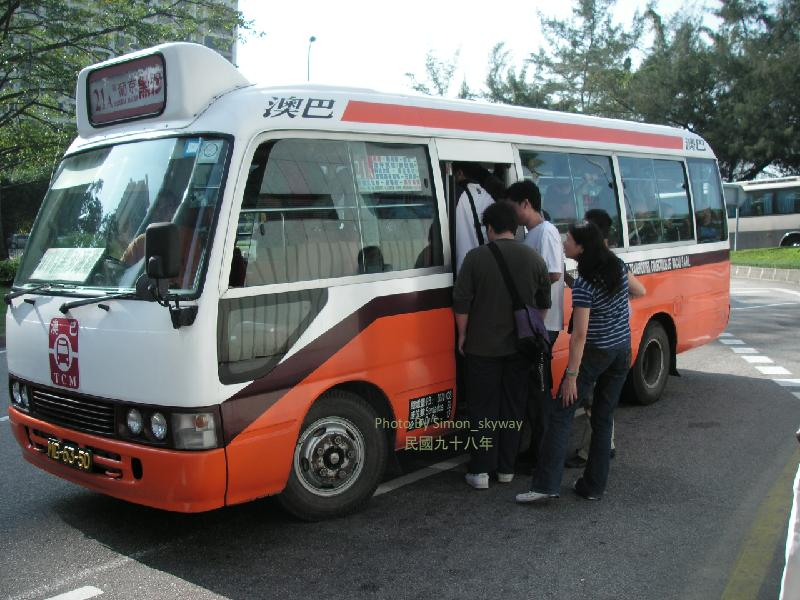
豐田Coaster

- 澳巴21路線及本線分別只有一輛巴士行駛，班距相隔達75分鐘以上，傳媒形容由澳門乘船往香港再出關都不用75分鐘，質疑此等路線設立的目的。[37]

### 維澳蓮運時期
- 因應澳門巴士專營權變動，本線由2011年8月1日起改由維澳蓮運營運，班距亦增強至30分鐘。但初期由於人手不足，班距為60分鐘。[38]

### 澳巴時期（2021年起）
- 2022年12月，離島區社區服務咨詢委員會委員吳子龍冀當局完善來往九澳康復醫院、老人院交通配套。指出自2018年投入服務以來，該設施地處偏僻，僅有本線途經附近，班次較少，乘客落車後需要由巴士站步行到護養院亦有一段距離，並有部分為斜坡路，對不少較年長的家屬而言較為吃力。吳子龍建議當局如在特定時段增加巴士路線和班次來往九澳康復醫院，或於石排灣公屋群設接駁巴士方便居民轉乘使用，並考慮到探訪者大多為年紀較大的長者，建議將巴士站遷至較近老人院的位置，方便探訪的居民。[39]

- 2023年10月上旬，澳門立法會議員林宇滔提出書面質詢，指巴士站設置沒考慮居民實際需求，多次收到九澳康復醫院及九澳護養院的長者家屬反映該處巴士站安排及設施不合理，只有本線前往，乘客只可在“九澳油庫”站下車再走回頭路300米前往康復醫院及九澳聖母村，但該路段沒有遮陽擋雨設施，並非適合步行的環境，因此多數乘客會直接乘坐到達總站後在車上等待下一班巴士再發車，坐一個站到九澳七苦聖母小堂站，除了浪費時間，甚至需要多付一程車資。建議增設站點以及規劃途經九澳隧道連接九澳康復醫院、離島醫院等巴士路線。[40] 交通事務局局長林衍新於2023年11月下旬回覆該書面質詢時表示，當局曾與九澳康復醫院一方曾共同研究優化周邊的交通措施，並以試行方式新增“九澳康復醫院”臨時站，供本線往媽閣方向停靠本站，但因應路線客量增加需改用中巴行駛，影響巴士進入臨時站，故取消有關安排。為此，已協調巴士公司容許乘搭本線前往九澳康復醫院的乘客到達“九澳油庫”站後可以不下車，直至到達“九澳七苦聖母小堂”站後才下車。至於連接九澳康復醫院及澳門協和醫院的巴士路線，局方稱會研究相關方案可行性。[41]

- 2024年1月10日，另一名澳門立法會議員李靜儀提出書面質詢，促請當局改善往返九澳的公共交通安排，加開巴士特班車，或增設快線善用九澳隧道，繁忙時段增班分流乘客；指出本線為全澳第二長巴士路線，覆蓋站點多、區域大，行經路程長導致在日間或假期等繁忙時段經常出現乘客逼爆車廂的現象，對經常前往九澳社會服務設施的家屬造成不便；另引述居民反映，若遇塞車高峰，由澳門出發來回車程需近三小時，倡增設特班車快線疏導居民和旅客往返九澳聖母村及九澳康復醫院。[42][43] 最終相關部門由2024年1月15日起增設15S1路線讓乘客於石排灣公屋群內轉乘該線出入九澳一帶。[44]

- 2024年11月14日，有乘客反映，指近期發現多條路線無故轉用小巴營運，反映自更改為小巴營運後，巴士班次根本無法滿足市民出行需求，據稱事主於11月12日下午非繁忙時段，亞馬喇前地仍有大量候車乘客等候本線，但當時巴士已經滿客無法載客。基此，事主質疑為何無故調整相關路線巴士由中／大巴改為小巴營運，不斷宣傳公交出行，但現實卻是完全沒有考慮市民之實際出行需要，因小巴不論坐位或企位均相對中／大巴少，且班次亦未有因調整巴士車型後作相應增加。故強烈要求嚴肅跟進。澳巴在個案跟進中回應指根據巴士服務最新客量情況，經仔細研究，澳巴已試行安排載客量高的後備小巴行駛包括本線等各條行經舊大橋的路線作加班車，屆時將由營運控制中心實時統一調派，空載到達有需要站點，可起到快速即時疏導乘客之效用。澳巴需鄭重強調，有關後備小巴之行駛安排屬額外增加的班次，目的是希望藉小巴細小車身機動地在各區隨時候命，以更靈活調動至有乘客需求的站點，有助更好迎合乘客需求。敬請事主理解。[45]

- 2025年4月，多位社會人士關注本線冗長的問題，其中交通諮詢委員會委員、街總副理事長張淑玲指出本線連同多條由澳門半島前往路氹城的巴士路線出現「逼爆」情況，這些路線在高峰時段往往人滿為患，部分站點甚至出現「只下不上」狀況。以本線為例全線共有70多個站點，路線相對迂迴，節假日耗時近3小時，建議於本線基礎上開設「快線」，例如經九澳隧道直達九澳油庫，避開冗長路段。[46]澳門立法會直選議員李靜儀指出本線途徑市中心、澳門威尼斯人等熱門站點，如遇高峰期，車輛行駛至中間站點前就「逼爆」，乘客無法上車。因此有必要在整體巴士線路布局上加以考慮，包括評估及設立快捷站點和安排快線，幫助在尖峰時段疏導乘客；對於本線冗長的問題，她認為本線並非所有時間段都處於高乘搭率狀態，政府及巴士公司能掌握乘車人次較集中的時間段，並在節假日增設快線，通過減少停靠站點，以更快速度連通不同區域，只是在精準度上還需繼續優化，更好在尖峰時段回應市民的乘車需求。[47]

## 交通意外
- 2025年1月27日10:10左右，澳巴一輛行駛本線的巴士（車隊編號：E2221），沿新馬路由十六浦往市政署方向行駛，涉事60歲內地女行人在没有使用行人過路設施的情況下橫過馬路，與行駛中的巴士發生碰撞，事故中行人受傷送院接受治療。[48]

## 圖片集

### 澳巴時期（舊兩巴時期）
- 豐田Coaster
- 豐田Coaster

### 維澳蓮運時期
- 宇通ZK6770HG

### 新時代時期
- 宇通ZK6770HG
- 宇通ZK6770HG

### 澳巴時期（新兩巴時期）

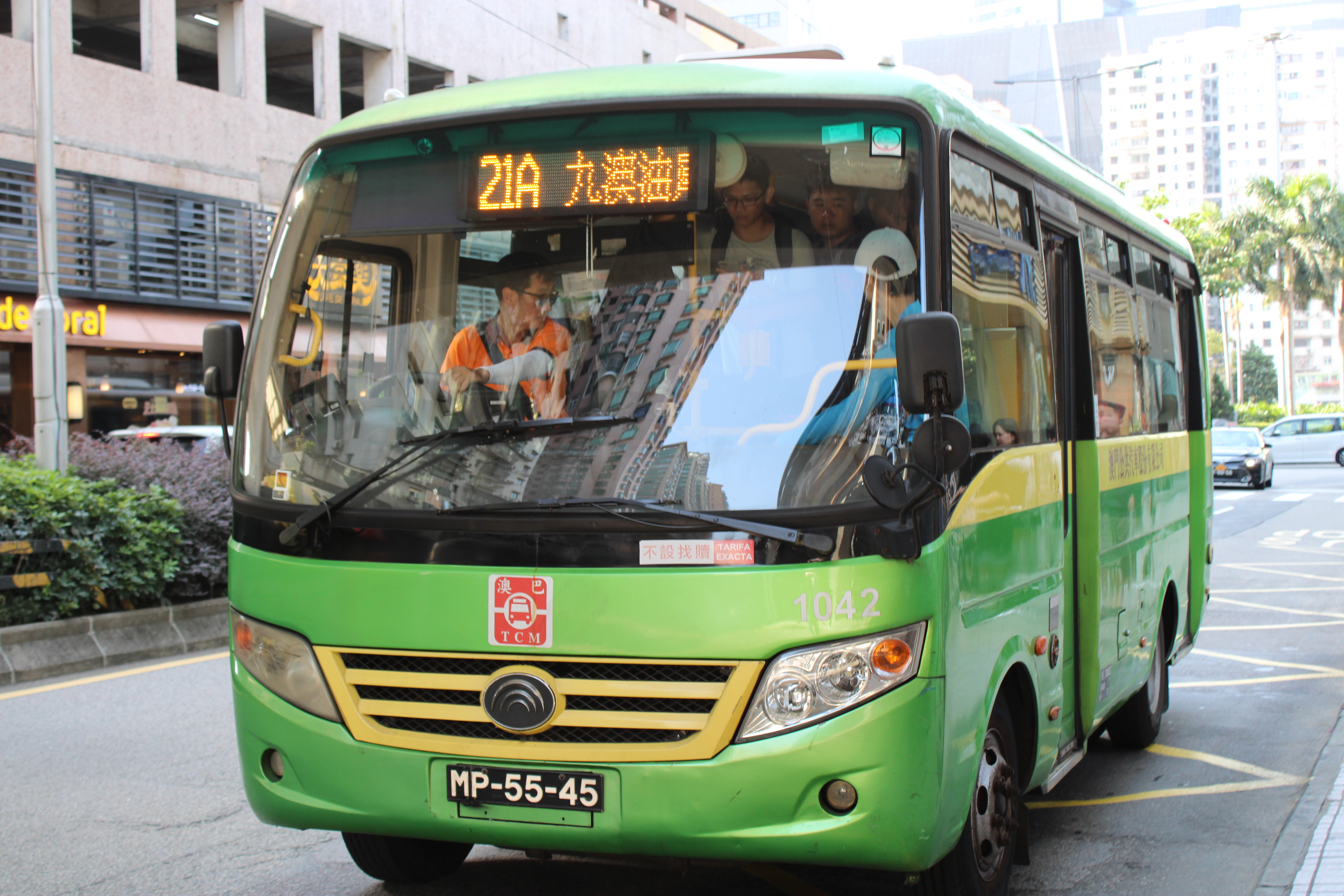
宇通ZK6770HG
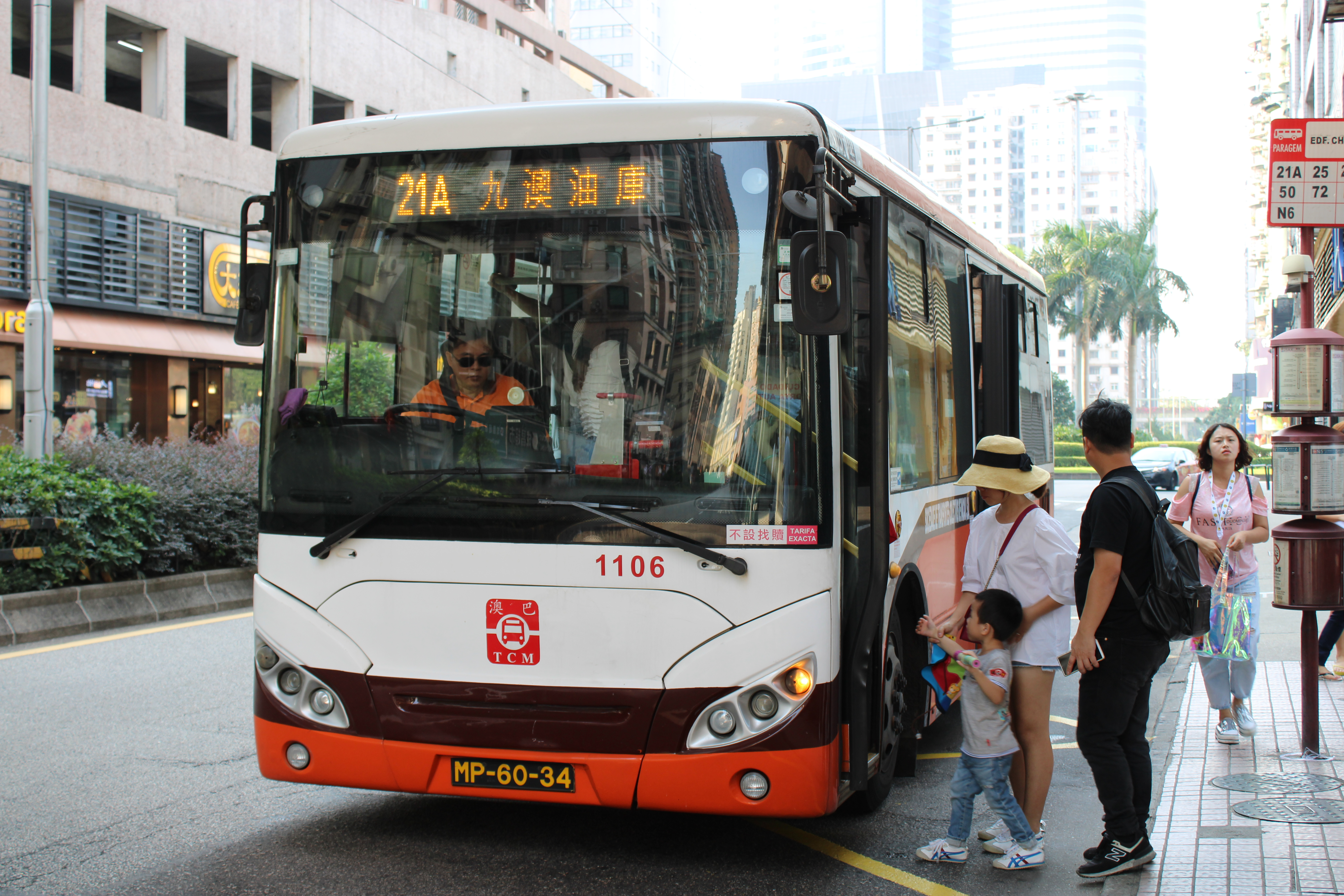
五洲龍FDG6751G
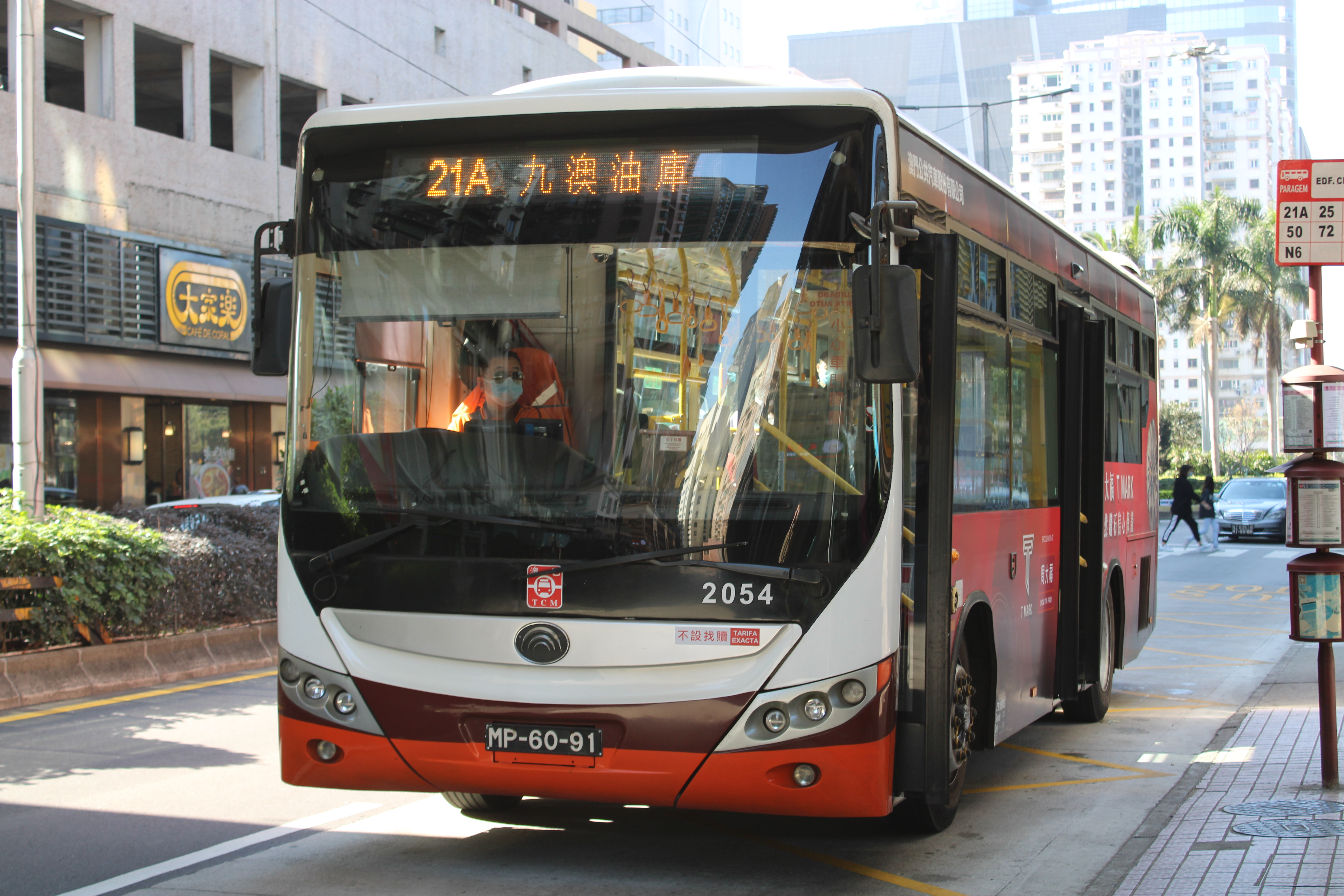
宇通ZK6902HG
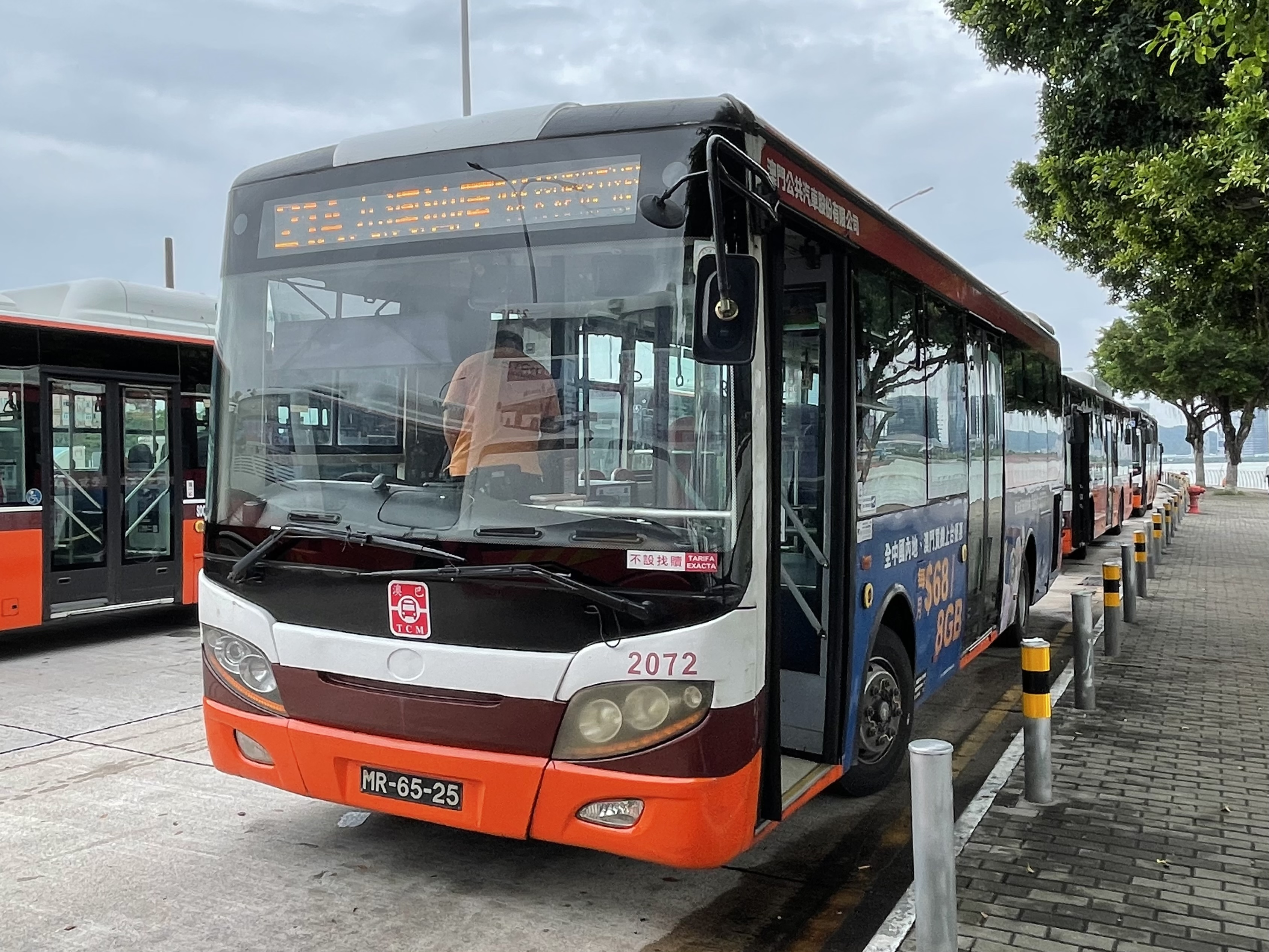
五洲龍FDG6951G
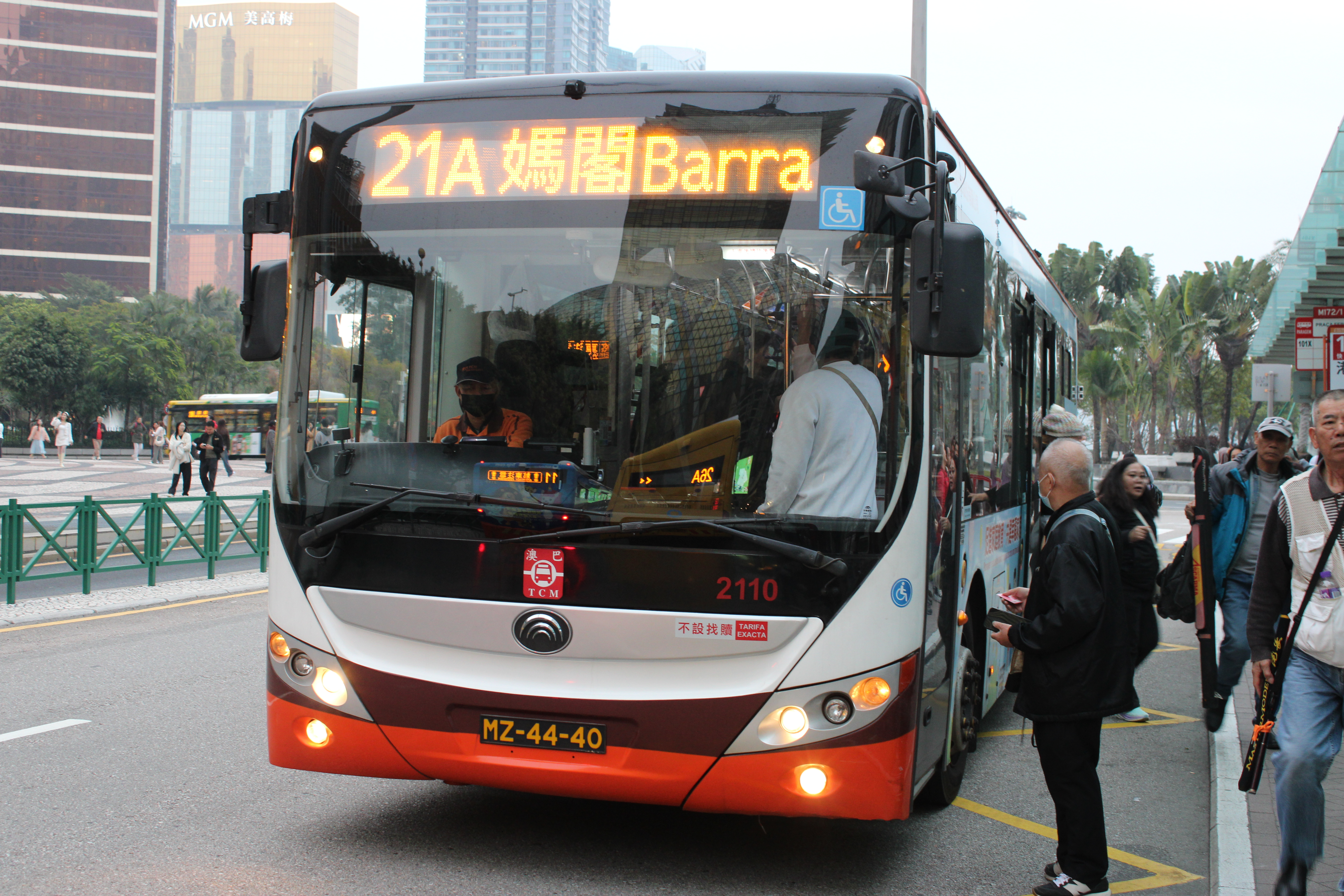
宇通ZK6986HG
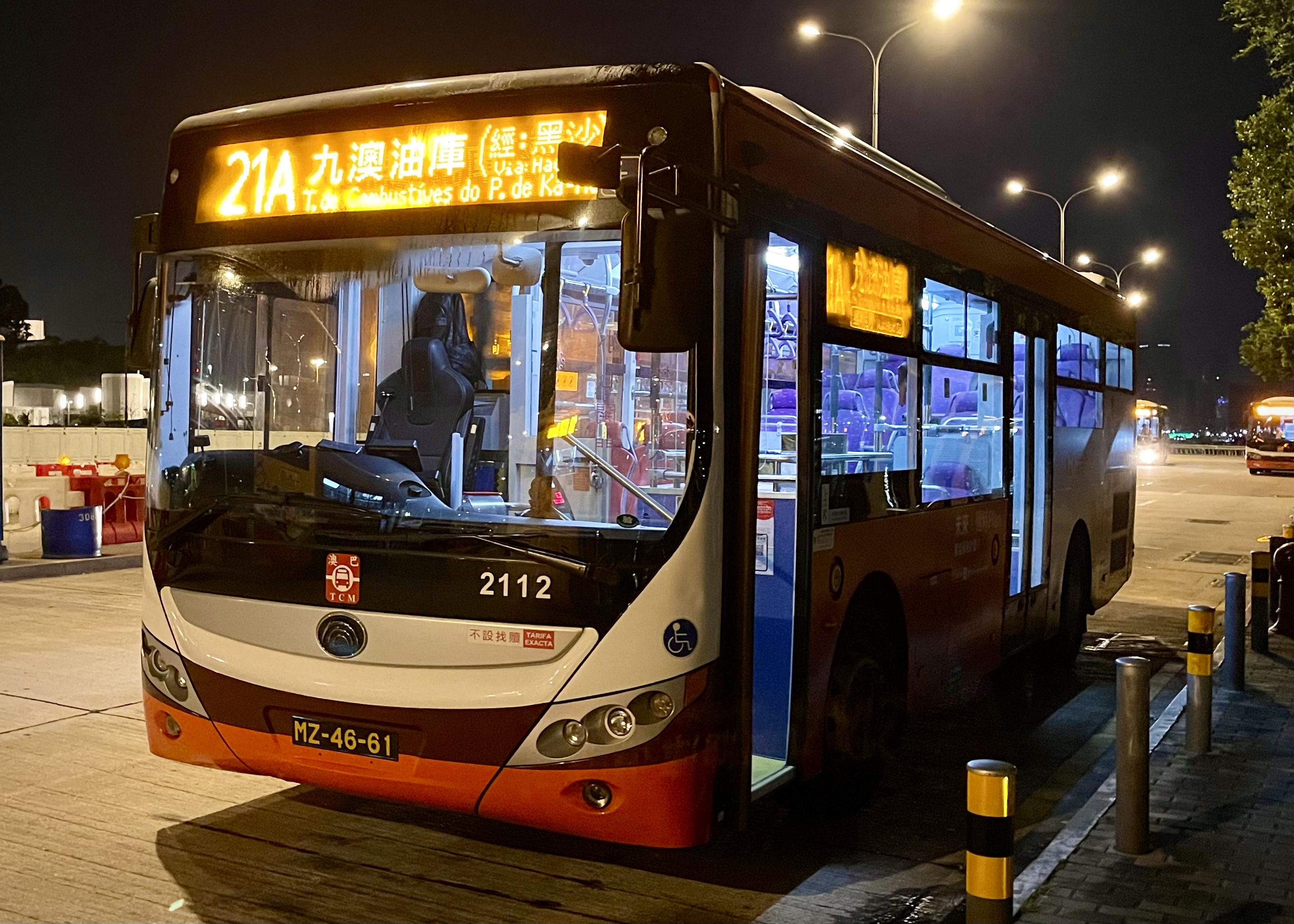
宇通ZK6986HG
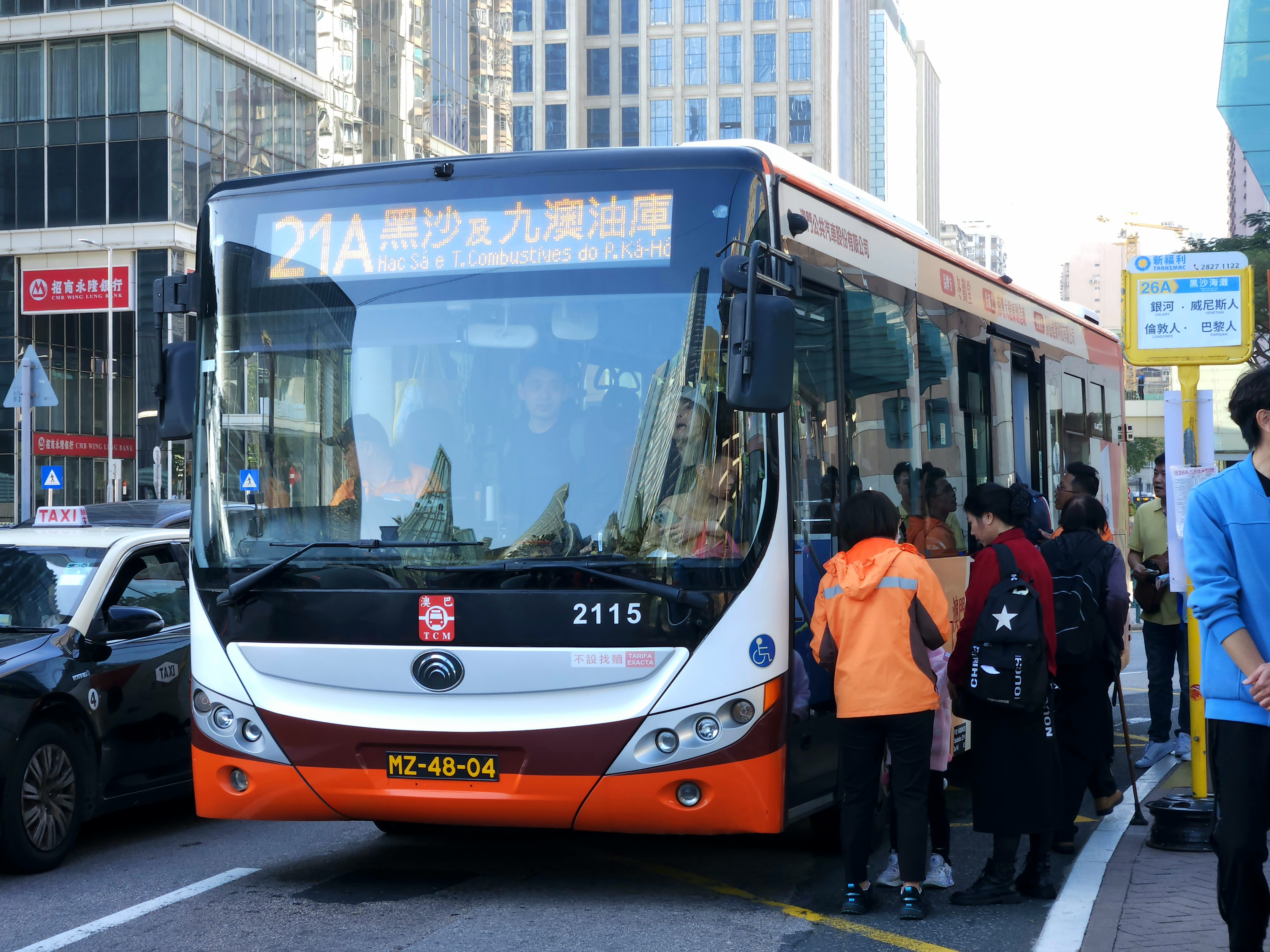
宇通ZK6986HG
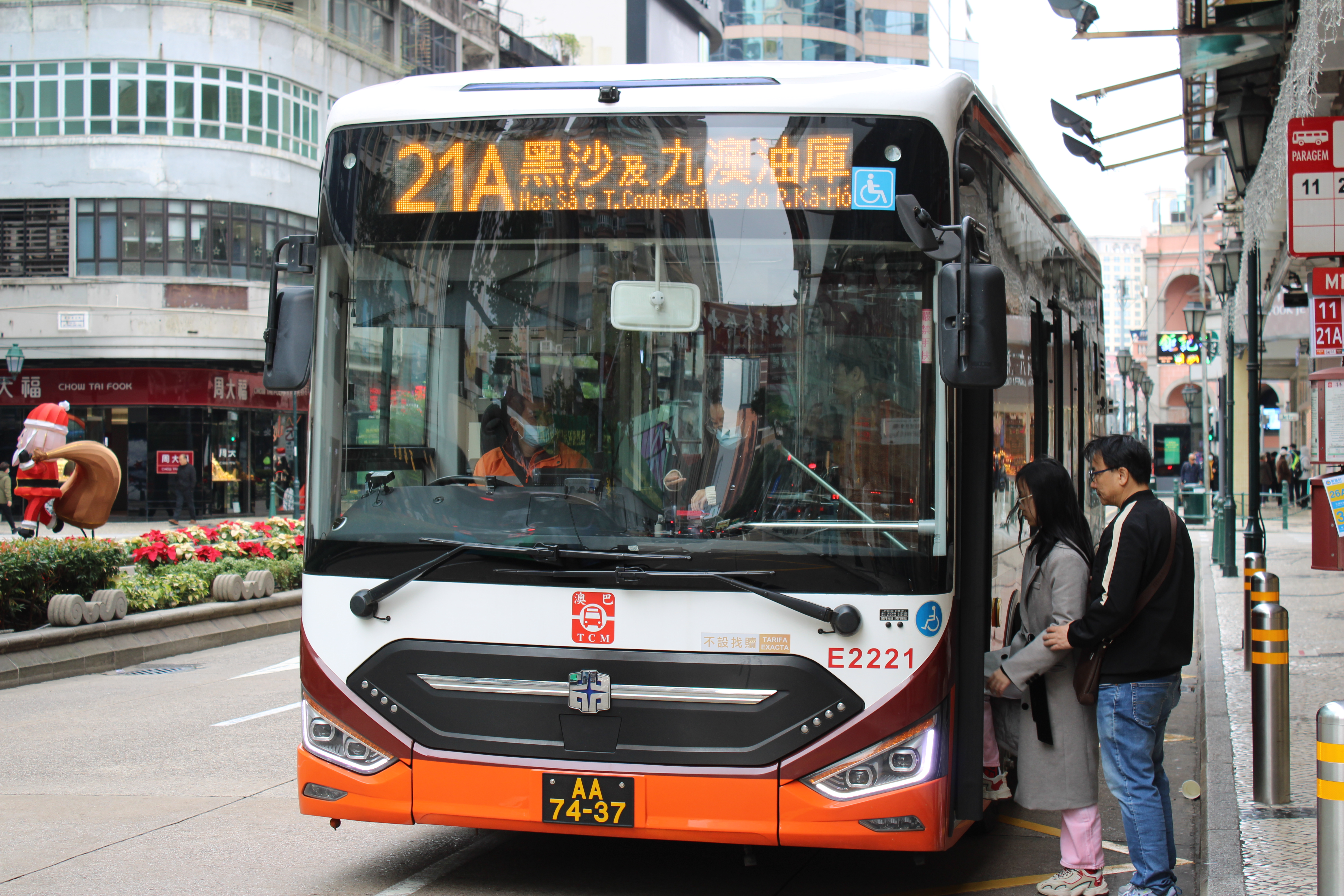
中通LCK6980SHEVG
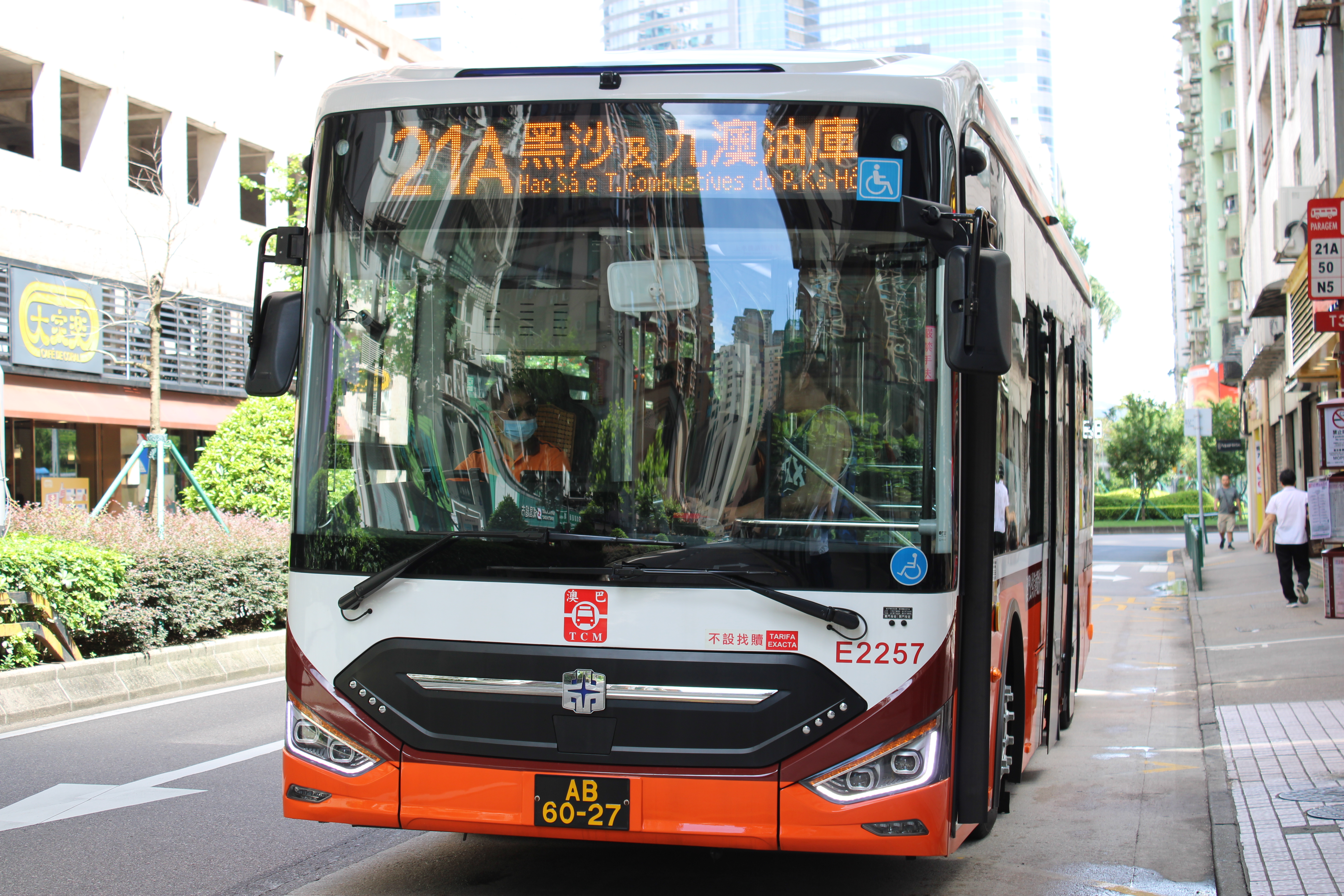
中通LCK6980SHEVG
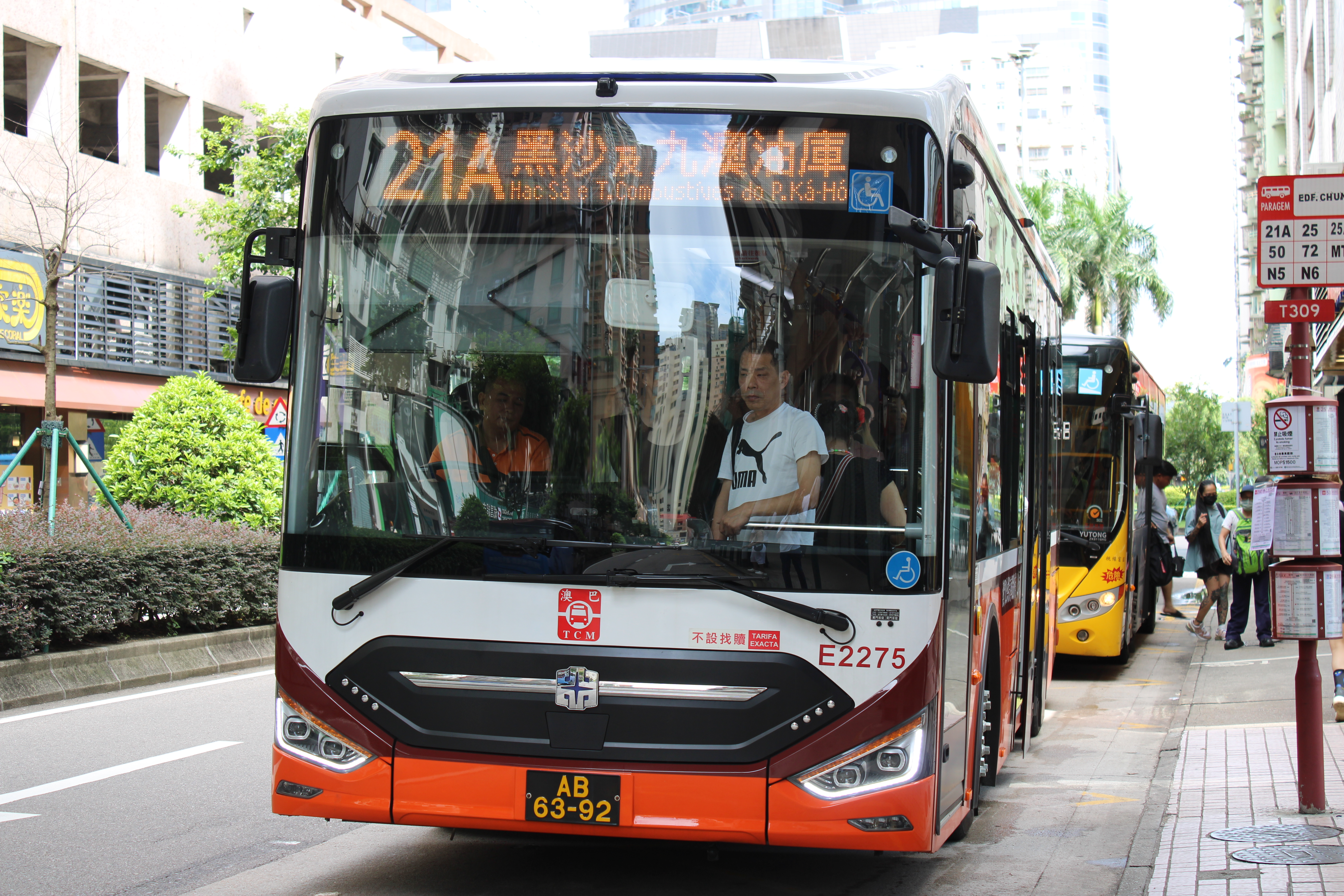
中通LCK6980SHEVG
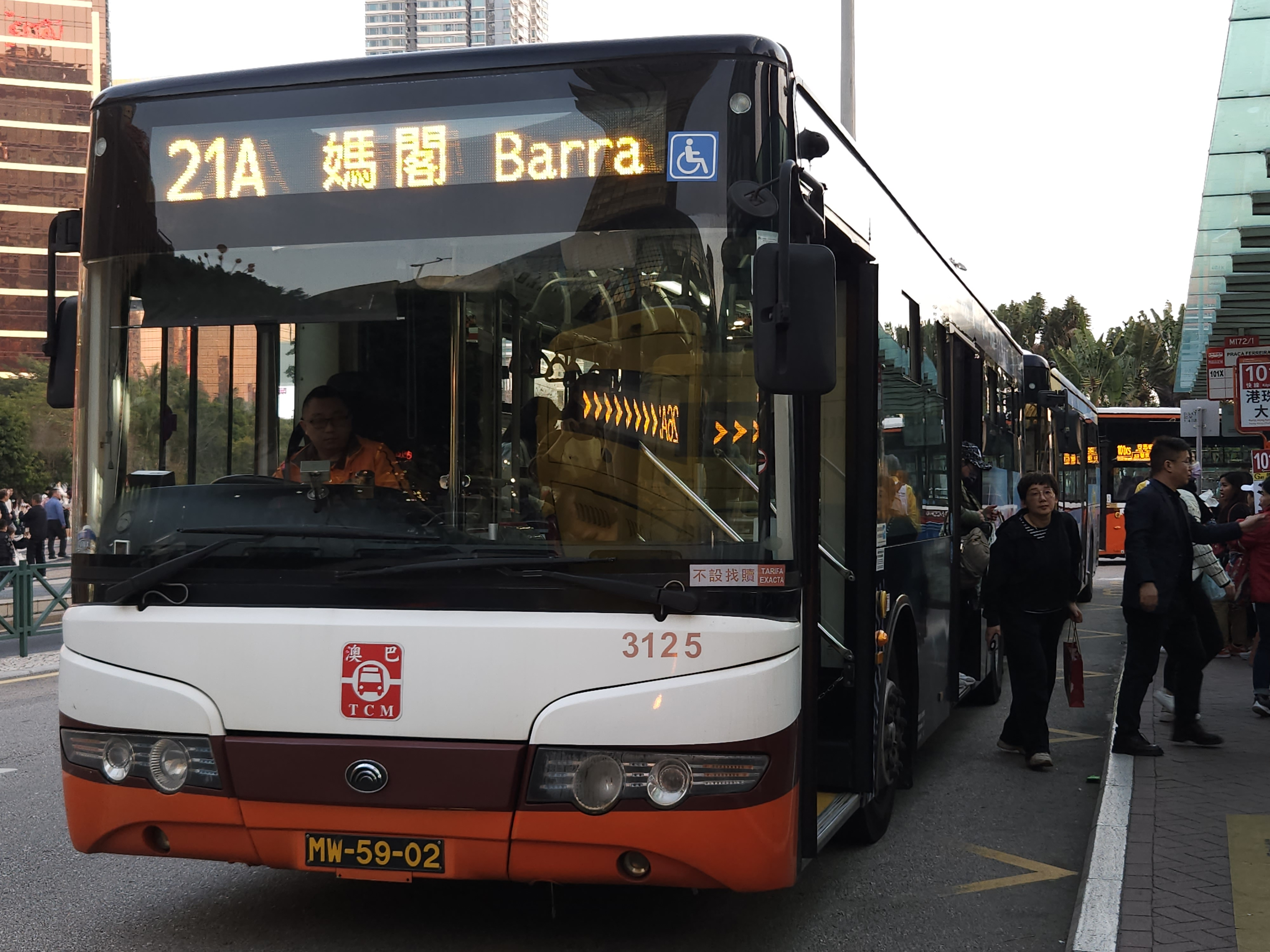
宇通ZK6115HG1
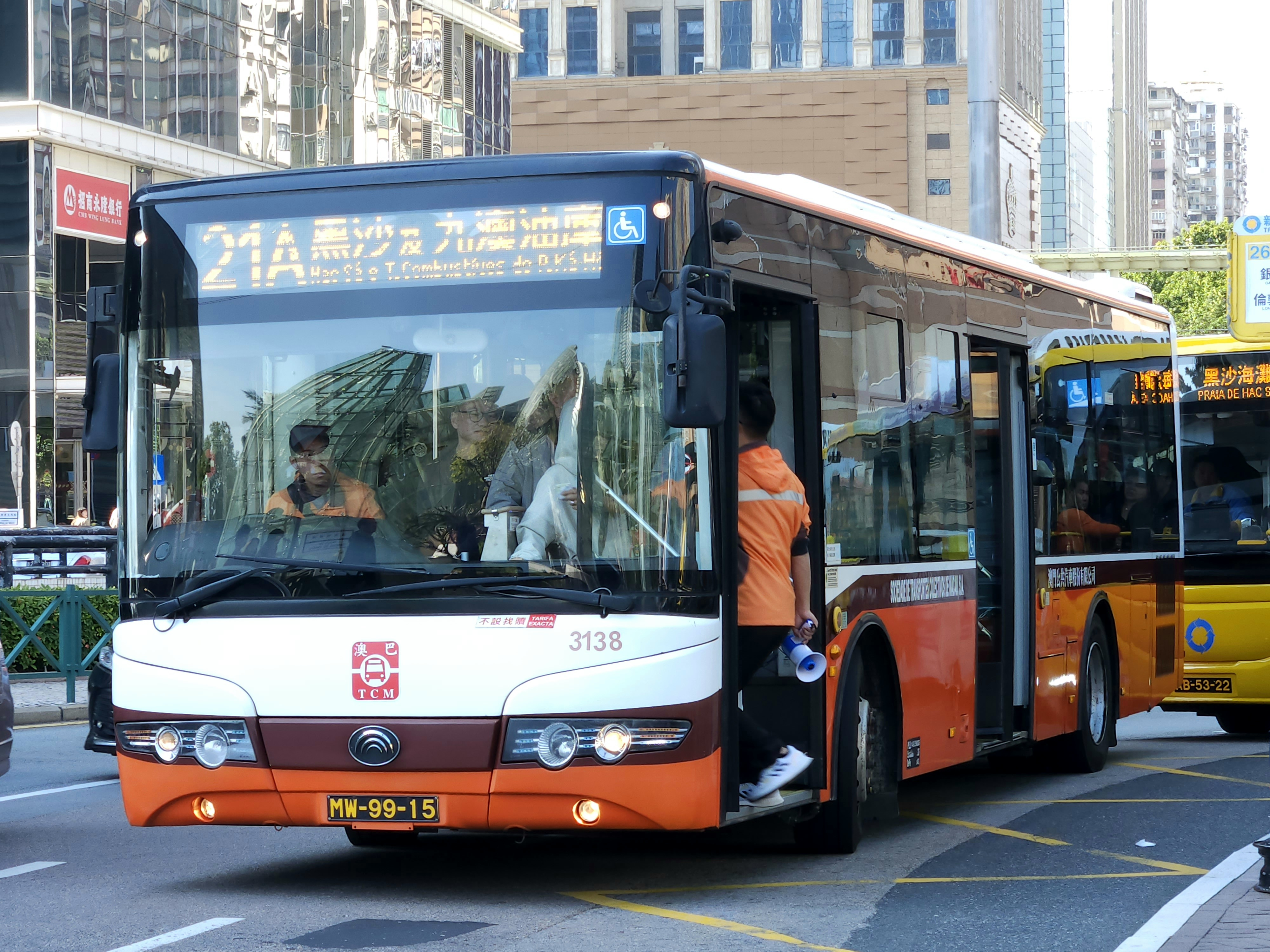
宇通ZK6105HG
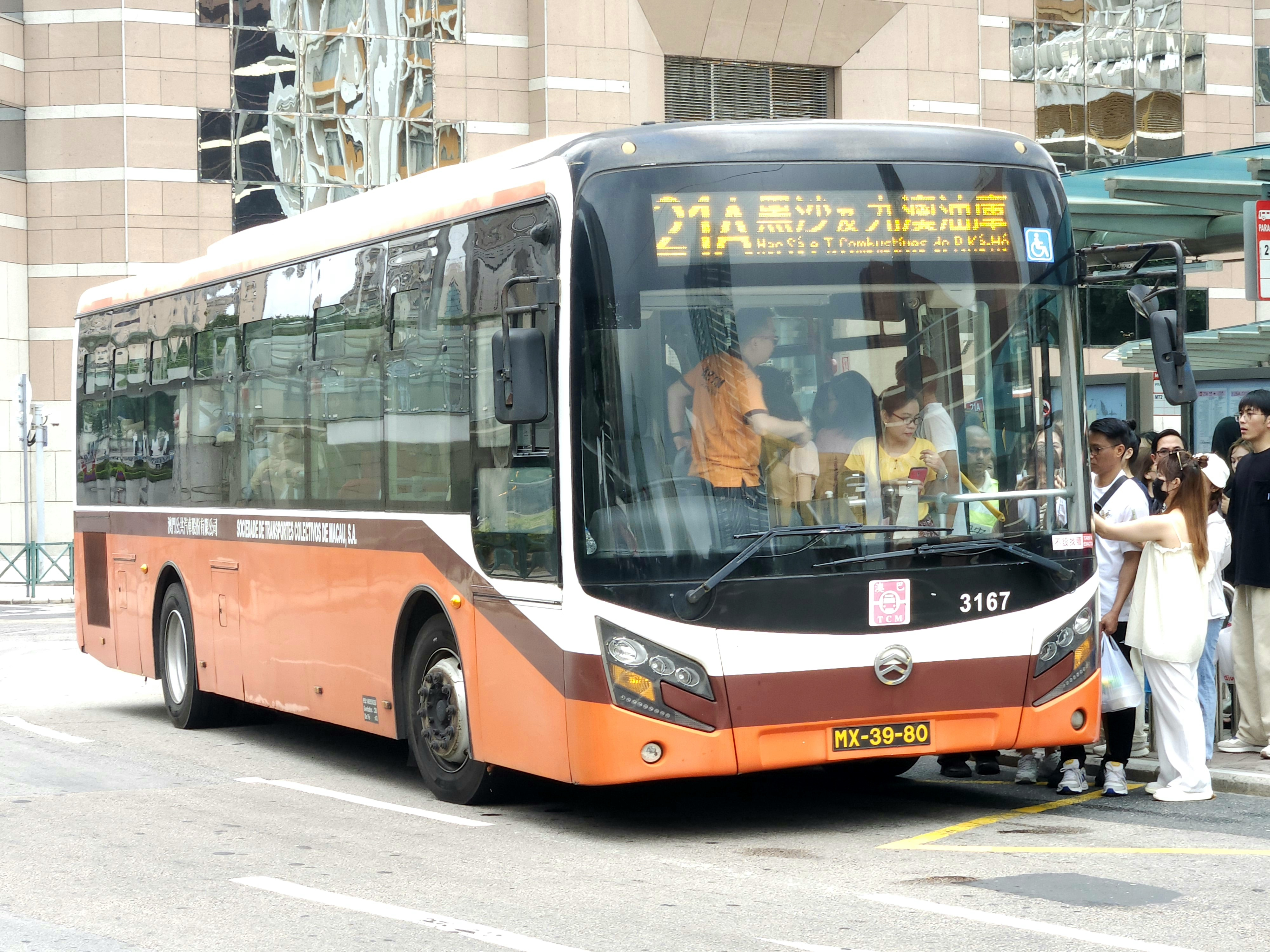
廈門金旅XML6105J15
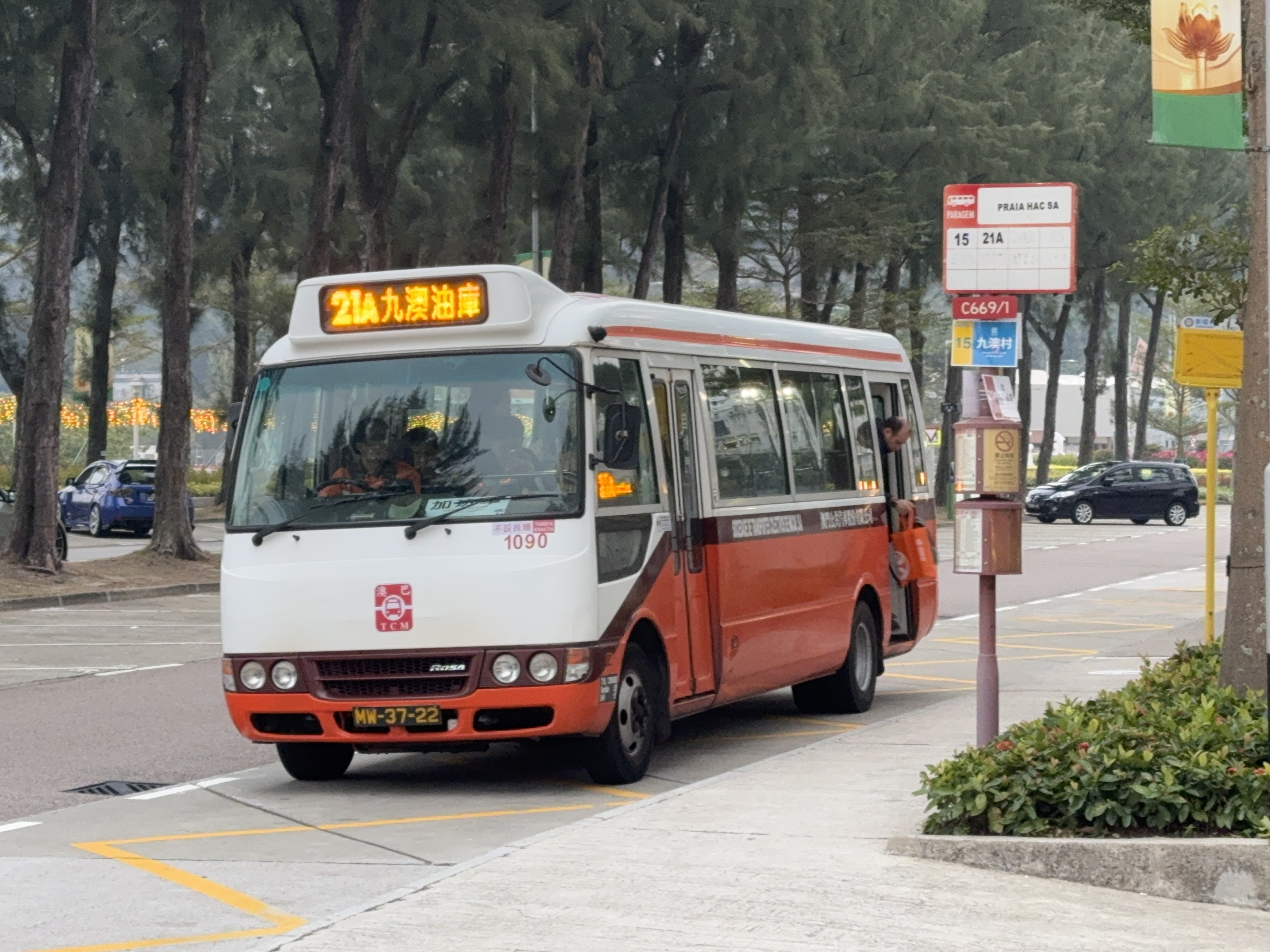
三菱Rosa
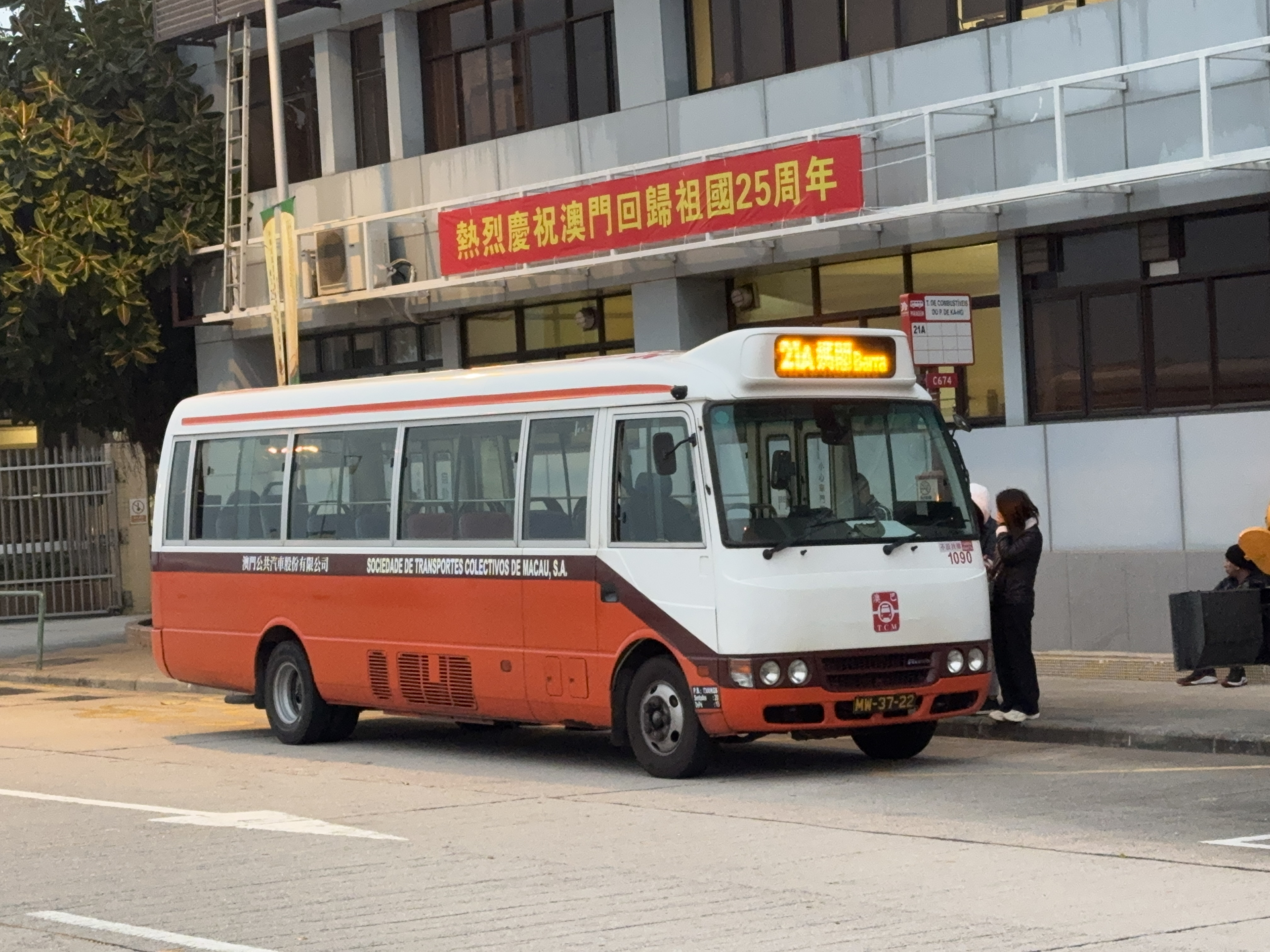
三菱Rosa

## 外部連結
- （繁體中文）澳門公共汽車股份有限公司官方網站 （页面存档备份，存于）